# Wrightsville (Georgia)
Wrightsville es una ciudad ubicada en el condado de Johnson en el estado estadounidense de Georgia. En el año 2000 tenía una población de 2.223 habitantes.

## Geografía
Wrightsville se encuentra ubicada en las coordenadas 32°43′30″N 82°43′13″O / 32.72500, -82.72028 (32.725126, -82.720289).
Según la Oficina del Censo, la localidad tiene un área total de 9,1 km² (3,5 mi²), de la cual 8,9 km² (3,4 mi²) es tierra y 0,2 km² (0 mi²) (2.10%) es agua.

## Demografía
Según la Oficina del Censo en 2000 los ingresos medios por hogar en la localidad eran de $17,750, y los ingresos medios por familia eran $21,429. Los hombres tenían unos ingresos medios de $24,808 frente a los $19,167 para las mujeres. La renta per cápita para la localidad era de $10,070. 